# Monaco i olympiska vinterspelen 2018
Monaco deltog i de olympiska vinterspelen 2018 i Pyeongchang, Sydkorea, med en trupp på fyra atleter (tre män, en kvinna) fördelat på två sporter.
Vid invigningsceremonin bars Monacos flagga av bobåkaren Rudy Rinaldi.